# Musée d'Art moderne de Paris
Musée d'Art moderne de Paris este principalul muzeu municipal dedicat artei moderne și contemporane din secolele al XX-lea și al XXI-lea, inclusiv picturi murale monumentale de Raoul Dufy, Gaston Suisse și Henri Matisse.
Situat în aripa de est a Palais de Tokyo și construit pentru Expoziția Internațională de Artă și Tehnologie din 1937, muzeul a fost inaugurat în 1961.
Muzeul s-a redeschis în octombrie 2019, după o reproiectare de 10 milioane de euro realizată de h2o architects.